# Млечник щитовидный
Мле́чник щитови́дный (лат. Lactárius aspídeus) — гриб рода Млечник (лат. Lactarius) семейства Сыроежковые (лат. Russulaceae).

## Морфология
- Шляпка ∅ 3—8 см, вначале выпуклая с опущенным краем, затем вдавленная с прямым гладким краем. Кожица слизистая, желтоватая, с лиловыми пятнами.
- Пластинки слегка низбегающие, узкие, с пластиночками, кремового цвета. Базидии 40—45×8—10 мкм. Цистиды веретеновидные, 66—72×7,5—10 мкм.
- Споровый порошок кремового цвета. Споры 8,5—11×6,5—8 мкм, орнаментация состоит из шипиков до 0,8 мкм высотой и неполной тонкой сети.
- Ножка 3—5 см в высоту, ∅ до 1,5 см, цилиндрическая, твёрдая, полая, слизистая, одного цвета со шляпкой.
- Мякоть белая, плотная, пресная, без запаха.
- Млечный сок белого цвета, на воздухе лиловеющий.

## Экология и распространение
Встречается в лиственных и смешанных лесах с берёзой. Небольшими группами. Евразия, Северная Америка.
Сезон: август — сентябрь.

## Синонимы
- Agaricus aspideus Fr., 1818 basionym
- Lactarius uvidus var. aspideus (Fr.) Quél., 1886
- Lactifluus aspideus (Fr.) Kuntze, 1891